# Banco Noroeste
O Banco Noroeste foi uma instituição bancária originalmente pertencente às famílias Simonsen e Cochrane e que era dirigida por Mário Wallace Simonsen. O banco foi fundado em 1923 pelo seu pai Wallace Simonsen na cidade de São Paulo e iniciou suas atividades no ano seguinte. Além da capital, também possuía seis agências no interior. O nome Noroeste vem dos acionistas vindos dessa região. O banco fazia parte de um conglomerado que incluía a Panair (companhia aérea), a Comal (maior exportadora de café do Brasil à época), a extinta TV Excelsior, entre outras empresas.  
Devido a desavenças com a ditadura militar as famílias foram obrigadas a entregar o negócio para seu primo Leo Wallace Cochrane, cujo filho Leo Wallace Cochrane Jr passou a dirigir o banco até a sua venda para o Banco Santander em 1998.
À época da venda descobriu-se que o executivo Nelson Sakaguchi havia desviado US$ 242 milhões durante três anos a partir de uma agência do Noroeste no Caribe. A quantia torna o maior desfalque a banco da história do Brasil.